# Succes (companie)
Success este un lanț de magazine din România deținut de omul de afaceri Nicolae Sarcină prin intermediul companiei Succes Nic Com.
În anul 2011, Succes a preluat lanțul de magazine Pic Hypermarket.Iar FC Argeș rămânând o altă echipă fară sponsor.
Număr de magazine:
- 2013: 200 [1]
- 2011: 150 [2]
- 2009: 120 [2]

Cifra de afaceri:
- 2011: 65 milioane euro [4]
- 2010: 47,3 milioane euro [5]
- 2009: 44,4 milioane euro [2]
- 2008: 45 milioane euro [5]
- 2007: 46,3 milioane euro [5]
- 2006: 33,2 milioane euro [5]